# Паливода Петро Семенович

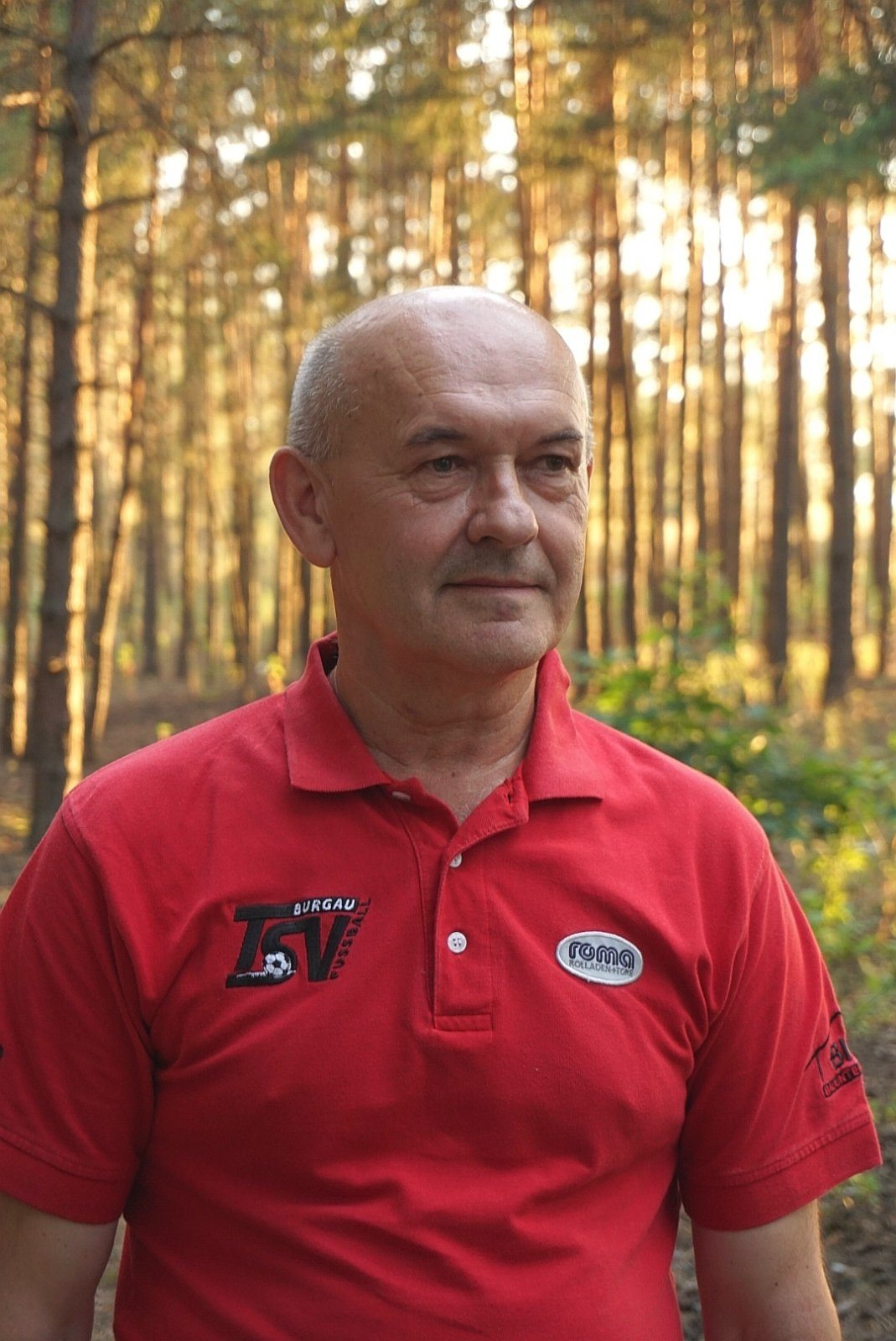
Народився 30 жовтня 1959 р. в селі. Млинове Ратнівського району Волинської області Країна: Україна Діяльність: Поет, перекладач Alma Mater: Київський інститут іноземних мов Мови: Українська, есперанто, німецька, англійська, російська

Петро́ Семе́нович Пали́вода (1959, Волинь) — український поет, есперантист, перекладач. Мешкає на Київщині.
У різні часи його твори, написані різними мовами: українською, есперанто, російською, німецькою, а також переклади з німецької, іспанської, польської, фламандської,  есперанто та російської на українську, а також з української на есперанто та німецьку, друкувалися в газетах, часописах, альманахах, антологіях в Україні, Росії, Литві, Чехії, Словаччині, Швейцарії, Румунії, США, Австралії, Китаї, Коста-Риці, Польщі, Канаді, Туреччині, Хорватії, Кореї, Угорщині, Ізраїлі, Франції, Бразилії Японії, Швеції.  Перекладав поезію Лесі Українки, Олександра Олеся, Степана Чарнецького, Андрія Малишка, Олекси Слісаренка, Михайла Драй-Хмари, Василя Атаманюка, Василя Симоненка, Дмитра Луценка, Володимира Данькевича, Лариси Мандзюк, Діани Гольде,Юрія Рибчинського, Богдани Єгорової, Марії Микицей, Дарини Шевчук, Любові Сердунич, Павла Вишебаби, Максима Кривцова, українські народні пісні (з української на есперанто); Білла Олда, Альберта Ґудгейра, Бальдура Раґнарссона, Мауро Нерві, Людвіка Заменгофа, Гільди Дресен, Віктора Садлера, Василя Єрошенка, Олександра Логвина, Євґеніуша Матковського, Айвара Лієпіньша, Юлії Шиґмонд, Жомарта Амзєєва, Дюла Баґі, Філіпа Бенуа (з есперанто на українську); Хуліана Марчени (з іспанської на українську); Мартіна Кірхгоффа (з німецької на українську);  Ґвідо Ґезелле (з фламандської на українську); Ельжбети Водали (з польської на українську); Тетяни Чернецької (з російської на українську); прозу Калле Кнійвіля (з есперанто на українську та російську), Ульриха Бекера, Ґідо Ернандеса Марина, Леся (Олександра) Денисюка, Андрія Чайковського (з есперанто на українську); Антона Майзера, Манфреда Вельцеля (з німецької на українську); Христини Козловської, Богдани Єгорової (з української на есперанто та німецьку), Павла Вишебаби (з української на есперанто). 
Автор книги поезій "Проти часу", Луцьк, "Вежа-Друк", 2021 та книги поезій "Pendolo" (на есперанто та в перекладі корейською, перекладач Джанг Джонг-Йоль (Омбро), видавництво Azalea, Сеул, Республіка Корея), 2023. Співперекладач та редактор книги Христини Козловської "Легша за повітря", що вийшла 2024 року у видавництві Mondial (Нью-Йорк, США). 
Поет-пісняр. Його вірші покладали на музику композитори: Валерій Титаренко, Леонід Попернацький, Іван Пустовий, Юрій Кромбет, Володимир Сірий, Дмитро Зубко, Геннадій Володько, Віктор Охрімчук, Б'яджіо Ілаква (Італія), ЙоМо (Жан-Марк Леклерк) (Франція), Антеро Авіла (Португалія), Фері Флоро (Німеччина) Лівен Дек (Іспанія), Крістіан Департ (Франція). Пісні на його слова виконували та виконують українські артисти: Юрій Рожков, Павло Мрежук, Маркіян Свято, Юрій Кромбет, Іван Пустовий, Володимир Сірий, Дмитро Костров, Сергій Никоненко, Сергій Розумний, Олександр Драгомощенко, Олена Мишляковська, Наталя Каськова, Star Dream, Стефанія Оксенюк, а також Ĵomart kaj Nataŝa (Швеція), Ромільда Манґравіті (Італія), ЙоМо (Франція), Alta Tajdo (Португалія), Ґріноальда і Марія Авіла (Португалія), Фері Флоро (Німеччина), Аміра Чун (Корея), Крістіан Департ (Франція).    
Автор гімну Пірнівської територіальної громади Вишгородського району Київської області (музика Юрія Кромбета).    
Переможець літературного конкурсу Всесвітньої Есперанто Асоціації Beletraj Konkursoj-2025 к категорії "Текст пісні" (1-е та 2-е місце). Лавреат міжнародного літературного конкурсу мовою есперанто (поезія) «Liro-1982», Калінінград, Росія (3-я премія), міжнародного літературного конкурсу мовою есперанто (поезія) «EKRA-2006», Разград, Болгарія (1-а премія), Українського літературного конкурсу «Рукомесло-2006», Київ (поезія — 3-я премія, переклад — 2-а премія), лауреат XVII Всеукраїнського фестивалю української сучасної естрадної пісні «Пісенний вернісаж-2006» (автор слів пісні-лавреата), переможець Всеукраїнського літературно-музичного конкурсу «Inspiro» в категоріях «Оригінальна поезія» та «Перекладна поезія» (Коломия, 2015 р.), переможець міжнародного поетичного конкурсу «Una ballata per l'Esperanto», (Мессіна, Італія, 2019 р.), лавреат міжнародного поетичного конкурсу "Poezio el ĉiuj ĉieloj" (Мессіна, Італія, 2021), лавреат міжнародного перекладацького конкурсу (поезія) імені Луції Борчич (Хорватія), 2020 (3-я премія), переможець міжнародного музичного конкурсу «Ĝanfranko» (Італія, 2021 р.), 1-е і 2-е місце, переможець (у співавторстві) Всеукраїнського літературного конкурсу «Mein Erinnerunggsort» («Місце моєї пам'яті») німецько-українського центру культури та освіти «Nürnberger Haus» у 2021 р. (спеціальний приз)   
З 2004 по 2012 рік був членом журі міжнародного літературного конкурсу творів та перекладів мовою есперанто «Liro».
Твори перекладалися та публікувалися німецькою, хорватською, італійською, корейською та французькою мовами.